# ووترتاون
ووترتاون (داكوتا الجنوبية) (بالإنجليزية: Watertown, South Dakota)‏ هي مدينة ومقر المقاطعة تقع في الولايات المتحدة في مقاطعة كودينغتون، داكوتا الجنوبية. يقدر عدد سكانها بـ 21,482 نسمة ومساحتها 64.85 كم2 وترتفع عن سطح البحر 528 متر.

## التركيبة السكانية
قام مكتب تعداد الولايات المتحدة بتحديد بيانات التركيبة السكانية لووترتاونفي تعداد الولايات المتحدة. في ما يلي، التركيبة السكانية حسب تعدادي 2000 و2010.

### تعداد عام 2000
بلغ عدد سكان ووترتاون 20,237 نسمة بحسب تعداد عام 2000، وبلغ عدد الأسر 8,385 أسرة وعدد العائلات 5,290 عائلة مقيمة في المدينة. في حين سجلت الكثافة السكانية 1,328.9 نسمة لكل ميل مربع (513.1/كم2). وبلغ عدد الوحدات السكنية 9,193 وحدة بمتوسط كثافة قدره 603.7 نسمة لكل ميل مربع (233.1/كم2).
وتوزع التركيب العرقي للمدينة بنسبة 96.25% من البيض و 1.65% من الأمريكيين الأصليين و 0.33% من الأمريكيين ذوي الأصول الآسيوية و 0.02% من سكان جزر المحيط الهادئ و 0.14% من الأمريكيين الأفارقة و 0.90% من عرقين مختلطين أو أكثر.
بلغ عدد الأسر 8,385 أسرة كانت نسبة 31.9% منها لديها أطفال تحت سن الثامنة عشر تعيش معهم، وبلغت نسبة الأزواج القاطنين مع بعضهم البعض 50.6% من أصل المجموع الكلي للأسر، ونسبة 8.8% من الأسر كان لديها معيلات من الإناث دون وجود شريك، وكانت نسبة 36.9% من غير العائلات. تألفت نسبة 30.5% من أصل جميع الأسر من أفراد ونسبة 11.8% كانوا يعيش معهم شخص وحيد يبلغ من العمر 65 عاماً فما فوق. وبلغ متوسط حجم الأسرة المعيشية 2.98، أما متوسط حجم العائلات فبلغ 2.37.
بلغ العمر الوسطي للسكان 35 عاماً. وكانت نسبة 25.9% من القاطنين تحت سن الثامنة عشر، وكانت نسبة 11.3% بين الثامنة عشر والأربعة وعشرون عاماً، ونسبة 27.9% كانت واقعةً في الفئة العمرية ما بين الخامسة والعشرون حتى والأربعة وأربعون عاماً، ونسبة 19.9% كانت ما بين الخامسة والأربعون حتى الرابعة والستون، ونسبة 15.0% كانت ضمن فئة الخامسة والستون عاماً فما فوق.

## معرض صور

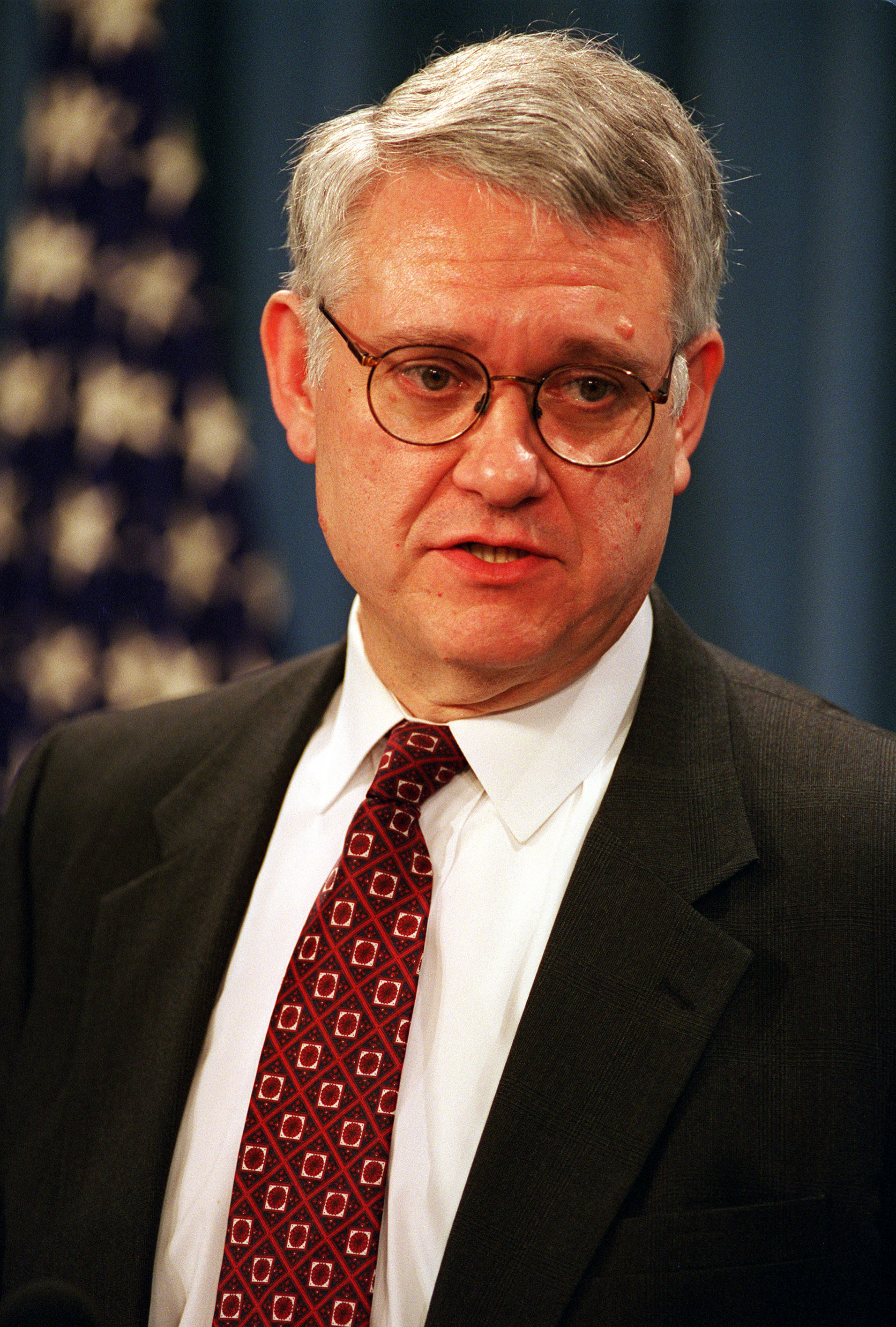
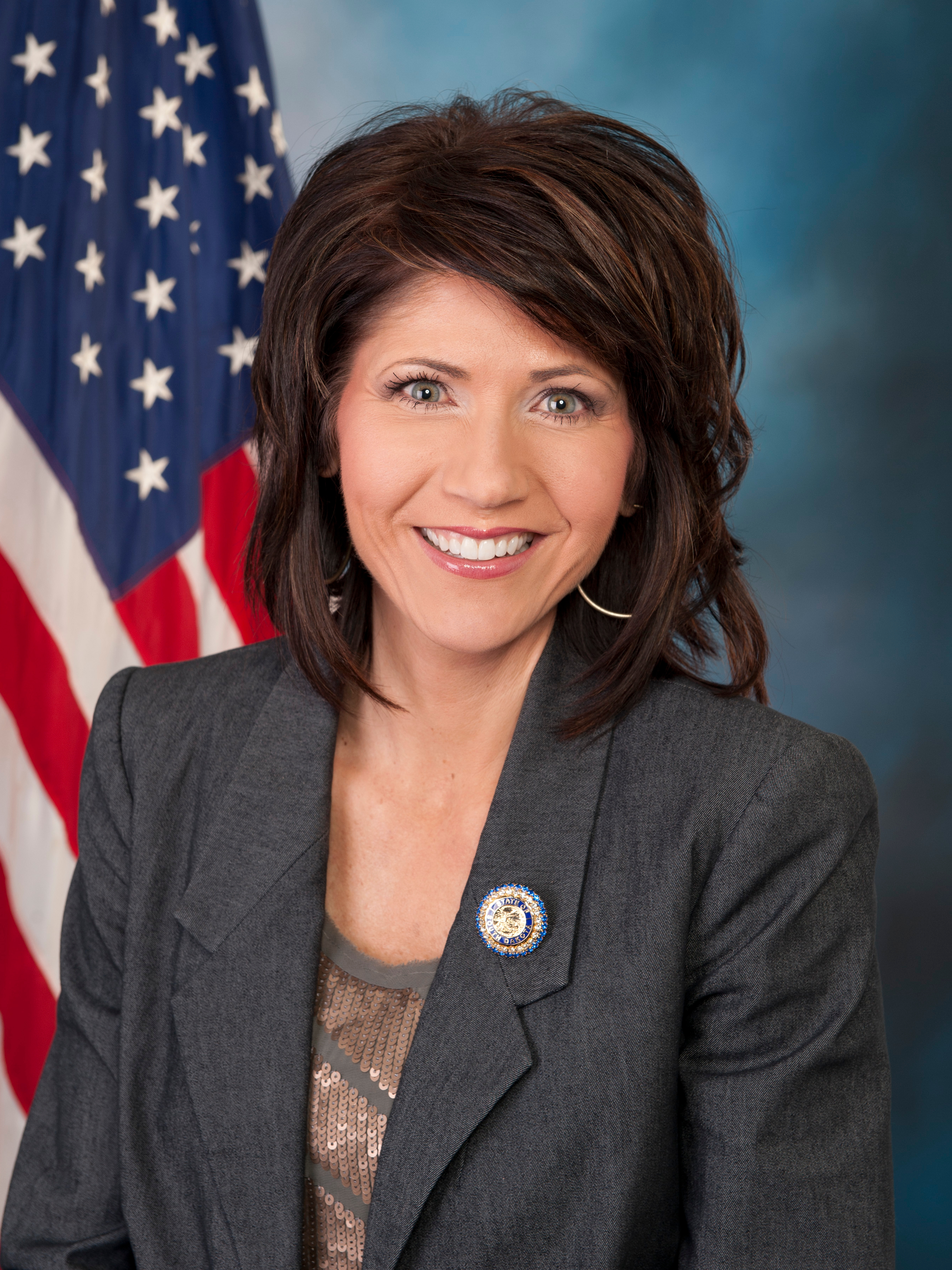
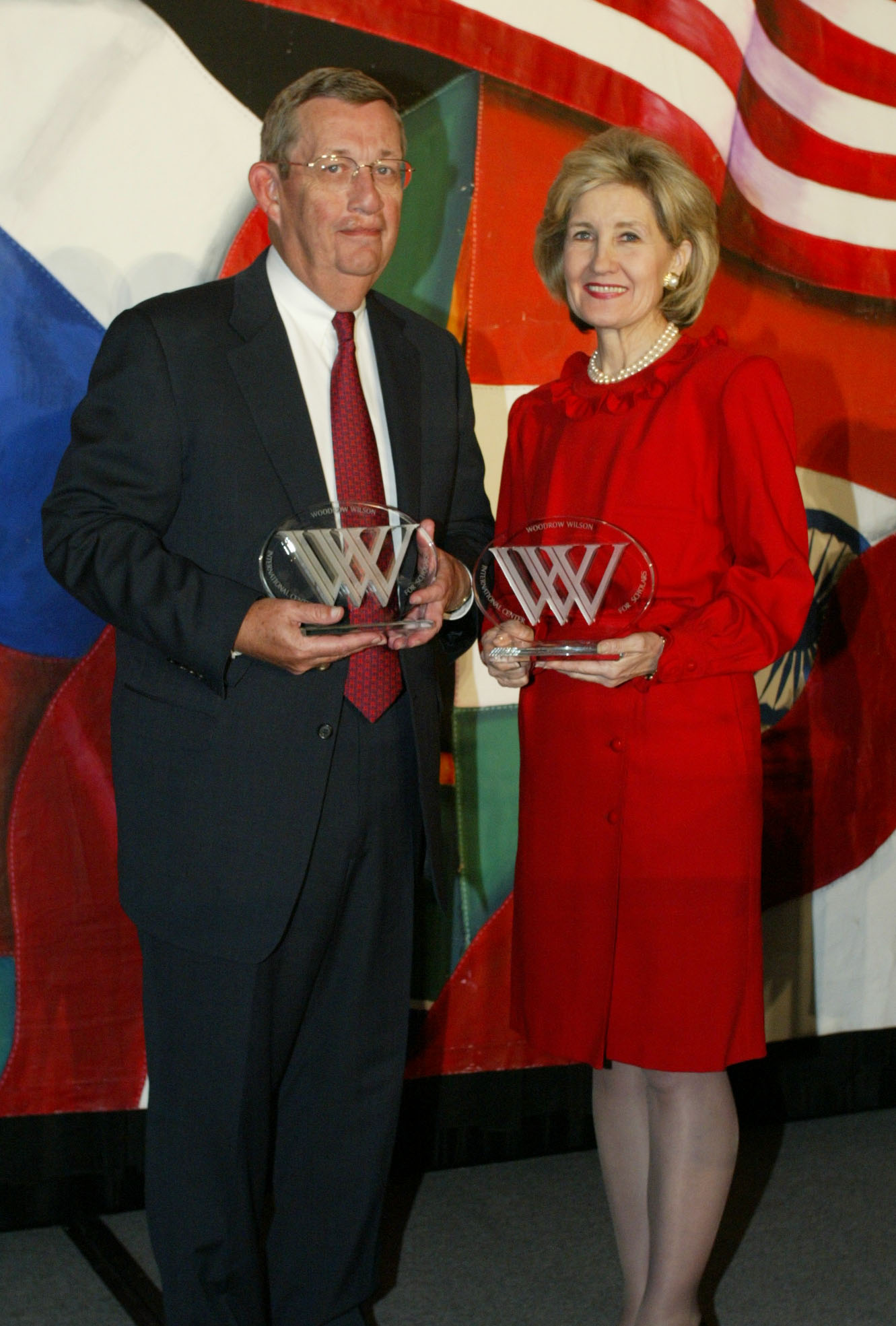

### تعداد عام 2010
بلغ عدد سكان ووترتاون 21,482 نسمة بحسب تعداد عام 2010، وبلغ عدد الأسر 9,278 أسرة وعدد العائلات 5,563 عائلة مقيمة في المدينة. في حين سجلت الكثافة السكانية 1,231.1 نسمة لكل ميل مربع (475.3/كم2). وبلغ عدد الوحدات السكنية 10,050 وحدة بمتوسط كثافة قدره 575.9 لكل ميل مربع (222.4/كم2).
وتوزع التركيب العرقي للمدينة بنسبة 94.8% من البيض و 2.4% من الأمريكيين الأصليين و 0.5% من الأمريكيين ذوي الأصول الآسيوية و 0.4% من الأمريكيين الأفارقة و 1.4% من عرقين مختلطين أو أكثر.
بلغ عدد الأسر 9,278 أسرة كانت نسبة 29.6% منها لديها أطفال تحت سن الثامنة عشر تعيش معهم، وبلغت نسبة الأزواج القاطنين مع بعضهم البعض 45.7% من أصل المجموع الكلي للأسر، ونسبة 10.0% من الأسر كان لديها معيلات من الإناث دون وجود شريك، بينما كانت نسبة 4.3% من الأسر لديها معيلون من الذكور دون وجود شريكة وكانت نسبة 40.0% من غير العائلات. تألفت نسبة 33.0% من أصل جميع الأسر من أفراد ونسبة 12.4% كانوا يعيش معهم شخص وحيد يبلغ من العمر 65 عاماً فما فوق. وبلغ متوسط حجم الأسرة المعيشية 2.90، أما متوسط حجم العائلات فبلغ 2.28.
بلغ العمر الوسطي للسكان 36.6 عاماً. وكانت نسبة 24.2% من القاطنين تحت سن الثامنة عشر، وكانت نسبة 10.3% بين الثامنة عشر والأربعة وعشرون عاماً، ونسبة 24.9% كانت واقعةً في الفئة العمرية ما بين الخامسة والعشرون حتى والأربعة وأربعون عاماً، ونسبة 25.2% كانت ما بين الخامسة والأربعون حتى الرابعة والستون، ونسبة 15.4% كانت ضمن فئة الخامسة والستون عاماً فما فوق. وتوزع التركيب الجنسي للسكان بنسبة 49.2% ذكور و50.8% إناث.